# Denis Potvin
Denis Charles Potvin, född 29 oktober 1953 i Ottawa i Ontario, är en kanadensisk före detta professionell ishockeyspelare. Han debuterade i New York Islanders säsongen 1973–74 och vann Calder Trophy som ligans bästa nykomling. Potvin var under slutet av 1970-talet och början av 80-talet en av NHL:s bästa backar. Han spelade i New York Islanders under hela sin NHL-karriär, och var en tongivande spelare när klubben vann fyra raka Stanley Cups 1980-83. 
Under karriären vann Potvin James Norris Memorial Trophy som ligans bäste back vid tre tillfällen: 1976, 1978 och 1979.
I matcher i Madison Square Garden med New York Rangers brukar hemmapubliken än idag sjunga Potvin Sucks någon gång varje match oavsett motstånd. Detta härstammar från en match 1979 då Denis Potvin tacklade Rangers-spelaren Ulf "Lill-Pröjsarn" Nilsson så svårt att denne fick avbryta sin säsong.
Han är yngre bror till Jean Potvin och var kusin till Marc Potvin, båda två spelade också i NHL och där Jean var med och vinna Islanders två första Stanley Cup-titlar med sin bror.

## Statistik

### Klubbkarriär
| 1968–69    | Ottawa 67's        | OHA        | 46   | 12  | 25  | 37   | 83   | —   | —  | —   | —   | —   |
| 1969–70    | Ottawa 67's        | OHA        | 42   | 13  | 18  | 31   | 97   | 5   | 2  | 1   | 3   | 9   |
| 1970–71    | Ottawa 67's        | OHA        | 57   | 20  | 58  | 78   | 200  | 11  | 4  | 6   | 10  | 26  |
| 1971–72    | Ottawa 67's        | OHA        | 48   | 15  | 45  | 60   | 188  | —   | —  | —   | —   | —   |
| 1972–73    | Ottawa 67's        | OHA        | 61   | 35  | 88  | 123  | 232  | 9   | 6  | 10  | 16  | 22  |
| 1973–74    | New York Islanders | NHL        | 77   | 17  | 37  | 54   | 175  | —   | —  | —   | —   | —   |
| 1974–75    | New York Islanders | NHL        | 79   | 21  | 55  | 76   | 105  | 17  | 5  | 9   | 14  | 30  |
| 1975–76    | New York Islanders | NHL        | 78   | 31  | 67  | 98   | 100  | 13  | 5  | 14  | 19  | 32  |
| 1976–77    | New York Islanders | NHL        | 80   | 25  | 55  | 80   | 103  | 12  | 6  | 4   | 10  | 20  |
| 1977–78    | New York Islanders | NHL        | 80   | 30  | 64  | 94   | 81   | 7   | 2  | 2   | 4   | 6   |
| 1978–79    | New York Islanders | NHL        | 73   | 31  | 70  | 101  | 58   | 10  | 4  | 7   | 11  | 8   |
| 1979–80    | New York Islanders | NHL        | 31   | 8   | 33  | 41   | 44   | 21  | 6  | 13  | 19  | 24  |
| 1980–81    | New York Islanders | NHL        | 74   | 20  | 56  | 76   | 104  | 18  | 8  | 17  | 25  | 16  |
| 1981–82    | New York Islanders | NHL        | 60   | 24  | 37  | 61   | 83   | 19  | 5  | 16  | 21  | 30  |
| 1982–83    | New York Islanders | NHL        | 69   | 12  | 54  | 66   | 60   | 20  | 8  | 12  | 20  | 22  |
| 1983–84    | New York Islanders | NHL        | 78   | 22  | 63  | 85   | 87   | 20  | 1  | 5   | 6   | 28  |
| 1984–85    | New York Islanders | NHL        | 77   | 17  | 51  | 68   | 96   | 10  | 3  | 2   | 5   | 10  |
| 1985–86    | New York Islanders | NHL        | 74   | 21  | 38  | 59   | 78   | 3   | 0  | 1   | 1   | 0   |
| 1986–87    | New York Islanders | NHL        | 58   | 12  | 30  | 42   | 70   | 10  | 2  | 2   | 4   | 21  |
| 1987–88    | New York Islanders | NHL        | 72   | 19  | 32  | 51   | 112  | 5   | 1  | 4   | 5   | 6   |
| OHA totalt | OHA totalt         | OHA totalt | 254  | 95  | 234 | 329  | 800  | 25  | 12 | 17  | 29  | 57  |
| NHL totalt | NHL totalt         | NHL totalt | 1060 | 310 | 742 | 1052 | 1356 | 185 | 56 | 108 | 164 | 253 |